# La Almarcha
La Almarcha település Spanyolországban, Cuenca tartományban.  Lakosainak száma 423 fő (2024).

## Népesség
A település népessége az utóbbi években az alábbiak szerint változott:
| Lakosok száma | 598  | 579  | 579  | 547  | 531  | 426  | 393  | 365  | 414  | 423  |
|               | 2001 | 2004 | 2006 | 2009 | 2011 | 2014 | 2016 | 2019 | 2021 | 2024 |